# Ollegario di Tarragona
Ollegario, in latino Ollegarius o Ildegarius, (XI secolo – 6 marzo 1137), è stato vescovo di Barcellona e poi arcivescovo di Tarragona. Il suo culto come beato è stato confermato da papa Clemente X nel 1675.

## Biografia
Suo padre Ollegario era segretario di Raimondo Berengario I, conte di Barcellona, e sua madre si chiamava Guilla (o Guilia). La sua educazione, sin dall'infanzia, fu affidata alla scuola cattedrale di Barcellona: divenne sacerdote e nel 1094 fu eletto preposito del capitolo. Passò poi al clero regolare e divenne canonico del priorato di Sant Adrià de Besòs; attorno al 1110 passò al monastero di San Rufo ad Avignone e ne fu eletto abate.
Fu eletto vescovo di Barcellona ma rifiutò la nomina, finché nel 1116 gli fu imposta da papa Pasquale II: ricevette la consacrazione episcopale nella cattedrale di Maguelone. Mentre si trovava a Gaeta presso papa Gelasio II, su proposta del conte Raimondo Berengario III, il 21 marzo 1118 fu trasferito alla sede metropolitana di Tarragona, appena riconquistata ai mori: fu solerte nell'impegno pastorale e si adoperò per l'osservanza della disciplina ecclesiastica.
Partecipò ai concili di Tolosa e Reims nel 1119, al Concilio Lateranense I del 1123 e di Clermont nel 1130. Callisto II lo nominò legato a latere per la Spagna.

## Il culto
Il corpo incorrotto del vescovo è conservato in un altare della cattedrale di Barcellona.
Papa Clemente X, con decreto del 18 maggio 1675, ne confermò il culto con il titolo di beato.
Il suo elogio si legge nel martirologio romano al 6 marzo..

## Genealogia episcopale e successione apostolica
La genealogia episcopale è:
- Cardinale Bosone
- Arcivescovo Ollegario di Tarragona

La successione apostolica è:
- Vescovo Pedro Guillermo (1126)
- Vescovo Dodón (1134)
- Vescovo Guafrido, O.S.A. (1138)